# María Antonia Ricas Peces
María Antonia Ricas Peces, (Toledo, 12 de noviembre de 1956) es una profesora y escritora española. Nombrada Hija Predilecta por el Ayuntamiento de Toledo el 20 de diciembre de 2018. Aparte de su obra literaria es colaboradora y columnista en ABC Castilla-La Mancha -Artes & Letras- y RNE. Codirectora de la revista Hermes. Ha sido Codirectora del programa de radio Tertulia de Letras, Fundación Ortega y Gasset-Onda Cero, y ha participado también en: Homenaje a la Generación del 98. Círculo de Arte-Fundación Ortega y Gasset. Toledo, 1998; Homenaje a Garcilaso de La Vega. Real Academia de Bellas Artes y Ciencias Históricas de Toledo, 1999 y años posteriores; III ciclo de Poesía Actual. Galería Cerdán-Ayuntamiento de Talavera de la Reina, 2003. VIII Ciclo de Poesía: Aula José Luis Sampedro de Poesía. Aranjuez, 2004; La mujer en la Literatura. Biblioteca Pública de Sonseca, 2004, Ciclo de Lecturas poéticas: Poesía en La Esfera, Alcobendas, 2016. Incluida en Mar Interior. Poetas de Castilla-La Mancha. Ed. Miguel Casado. Servicio de Publicaciones. Junta de Comunidades de Castilla-La Mancha. 2002 y en La Tierra Iluminada. Un diccionario literario de Castilla-La Mancha. Servicio de Publicaciones de la Junta de Comunidades de Castilla-La Mancha, 2003. Su obra ha aparecido en otras publicaciones: Cien poetas en Castilla-La Mancha. Patronato Municipal de Cultura del Ayto. de Guadalajara, 1986; Textos para Ángel Crespo. Área de Cultura de la Dip. Prov. de Ciudad Real, 1986; Palabras para un escultor. Encuentros en Toledo, 1895-1995, Catálogo Homenaje a Alberto Sánchez. Ayto. de Toledo, 1995; Confluencia, Cultura y Literatura, University of Northern, Colorado. EE.UU, 1996; Toledo en el Corpus Christi. Ed. Juan Ignacio de Mesa y Ángel Melguizo. Toledo, 1997 y en la antología Haikurrelatos, Ed. Ópera Prima, 2014, así como en las revistas: Turia. Núm. 47/48. Teruel, 1999; Encultura. Arte y Literatura. Eds. Bremen, Toledo (2003-2004); Barcarola. Núm. 63/64 y 65/66. Albacete, 2004–2005; Diálogos de la Lengua. Ed. Olcades. Cuenca, 2006; Añil Número 30. Almud Ediciones y Centro de Estudios UCLM. 2006; La siesta del lobo, N.º 20. A.C. Albacete, 2006; Archivo Secreto. N.º 3. Especial Poesía en Toledo. Ayto. de Toledo, 2006; El Alambique, Guadalajara, 2014, Azharanía, n.º 8. Castellón, 2015, Calicanto, Manzanares, 2024. Premios RABACHT y Garcilaso de la Vega por su obra en conjunto.

## Obra literaria

### Poesía
- Ventana. 1975
- Mueren los dioses. Ed. El Toro de Barro. Cuenca, 1983
- Tercer viaje de Alicia. Ed. A.C. Hermes. Toledo, 1985 ISBN 978-84-398-5993-2
- El gato sobre el árbol. Servicio de Publicaciones de Castilla-La Mancha. Toledo. Accésit del Premio de Poesía de Castilla-La Mancha, 1998
- Fuera de sí la rosa. Siddaharth Meta Eds. Madrid, 1990. Premio Rabindranath Tagore. ISBN 978-84-86830-09-5
- El libro de Zaynab. Ayuntamiento de Toledo, 1991 ISBN 978-84-87515-18-5 Premio de Poesía Rodrigo de Cota.
- Diario secreto de M.H. Col. Ulises. Toledo, 1995.
- Idolatrías. Editora Regional de Murcia, 1996. Premio Oliver Belmás.
- Alice. Col. Ulises. Toledo, 1997 ISBN 978-84-922976-1-0
- Sexto Sentido. Col. Ulises. Toledo, 1999 ISBN 978-84-95290-01-4
- Bisbis de la capibara y el vuelo del colibrí. Proyecto educativo de sensibilización y formación para una cultura de paz desde la creación literaria. (Coautora) Servicio de Publicaciones de la Junta de Comunidades de Castilla-La Mancha. Mención educativa, 2000 ISBN 978-84-7788-243-5
- La Música del Fuego. Col. Ulises. Toledo, 2001
- Jardín al mar. Ayto. de Piedrabuena. Ciudad Real, 2004. Premio Nicolás del Hierro. ISBN 978-84-923283-6-3
- Fantasmas y Cálamos. Ed. El Toro de Barro. Cuenca. 2005 ISBN 978-84-95543-48-6
- Cielos de Toledo. (Coautora). Servicio de Publicaciones. Junta de Comunidades de Castilla-La Mancha, 2006 ISBN 978-84-7788-410-2
- En la pizarra un poema. (Coautora) Ed. Ongd Escuelas para el mundo. 2007 ISBN 978-84-611-6260-4
- Hermes (1995-2005). Poesía en Toledo. Ed. Almud. Toledo. 2007 ISBN 978-84-935656-2-6
- Entra el viento de olor ciruela.... Col. Ulises. Toledo. 2008 ISBN 978-84-95290-76-6
- Coloricanciones. (Coautora). Col. Ulises. Toledo, 2010
- Si ella nos mira. Col. Ulises. Toledo, 2011
- Conectada (ed. CELYA, Salamanca, 2012) ISBN 978-84-15329-19-7
- El Cretense (ed. CELYA, Salamanca, 2013) ISBN 978-84-15359-53-1
- 2014 (ed. CELYA, Salamanca, 2014) ISBN 978-84-15359-82-1
- Salir de un Hopper (ed. CELYA, Salamanca, 2016) ISBN 978-84-16299-26-3
- Traductora, junto a Ahmed El Abdellaoui, de La despedida de Granada, de Amjad Nasser (ed. Cantarabia), Madrid, 2017, ISBN 978-84-86514-65-5
- Invisible en la piedra (ed. CELYA, Salamanca, 2018) ISBN 978-84-16299-68-3
- La mirada escrita. Coautora con el fotógrafo Ricardo Martín García. (ed. Cuarto Centenario, Toledo, 2018) ISBN 978-84-948144-4-0
- Cuando sonríen. Coautora con el pintor José Antonio G. Villarrubia. (ed. CELYA, Toledo, 2019) ISBN 978-84-16299-95-9
- El Tajo en la Palabra. Ed. Enrique García Gómez. Colec. Tajo y Cultura n.º 1. Rabacht (ed. Cuarto Centenario, Toledo, 2020) ISBN 978-84-120233-6-7
- Aprendiendo la lengua de los pájaros. (ed. CELYA, Toledo, 2021) ISBN 978-84-18117-25-1
- Buscando el tono. Con imágenes de Eduardo Sánchez-Beato (ed. CELYA, Toledo, 2021) ISBN 978-84-18117-29-9
- Pájaros vivos. Poesía Reunida Contemporánea. Ed. lit. Luis Adolfo Izquierdo del Águila (ed. CELYA, Toledo, 2021). pp. 175-180. ISBN 978-84-18117-24-4
- De la rosa al ídolo (1990-1997). Notas de Federico de Arce (ed. CELYA, Toledo, 2023). ISBN 978-84-18117-68-8
- Menhir. Ilustraciones de Pablo Sanguino y José Antonio Villarrubia (ed. CELYA, Toledo, 2024). ISBN 978-84-19933-03-4
- Música o jardines. X Premio Poeta Juan Calderón Matador (ed. Agoeiro, Vigo, 2024). ISBN 978-84-128724-3-9
- Signos de una antigua diosa. Premio Álvaro de Tarfe de Poesía 2025 (ed. Apeiron, Madrid, 2025). ISBN 979-13-990670-0-2